# 「書くことができないこと」の症例に対する自己治療の失敗
『「書くことができないこと」の症例に対する自己治療の失敗』（かくことができないことのしょうれいにたいするじこちりょうのしっぱい、英: The unsuccessful self-treatment of a case of “writer's block”）は、心理学者のデニース・アッパーが発表した、ライターズ・ブロックについての学術論文である。

## 概説
1974年に学術雑誌の応用行動分析ジャーナルに掲載された、本文が存在しない最も短い学術論文。100回以上引用されている。
空白のページを用いることで、ライターズ・ブロックのイメージを補強し、執筆の簡潔さを奨励する事例であると言われている。また、ユーモアが学術論文で用いられていることの例として使用されている。

## 評価
リアルクリアポリティクスによると、査読者は「この論文はおそらく雑誌の空白のページの端にあるだろう」と評価したとしている。
科学におけるユーモアの典型的な例として、行動心理学者の間で認められている。